# مسجد النبي شيث
مسجد النبي شيث يعتبر مسجدًا ومزارًا شيعيًا تاريخيًا في الموصل، العراق. يُعتقد أن هذا المزار يضم قبر شيث، ثالث أبناء آدم، والمعروف لدى المسلمين باسم شيث. دمره تنظيم داعش بعد سقوط الموصل عام ٢٠١٤، وكانت هناك خطط لإعادة بنائه.

## تاريخ
نشأ الموقع كقبر متواضع من القرن السابع عشر للنبي شيث، وأُضيف مسجد صغير خلال الفترة العثمانية في القرن الثامن عشر. في عام 1815، استبدل أحمد باشا بن سليمان باشا الجليلي كلا الهيكلين بمسجد جماعي كبير، وضريح للنبي، ومدرسة، وقبره الخاص. في عام 1977، هُدم المجمع بأكمله، باستثناء المئذنة، وشُيد مسجد خرساني جديد في مكانه. بنيت المئذنة الجديدة بعد عام 1983.

### هدم عام 2014
في 24 يوليو 2014، فجّر تنظيم الدولة الإسلامية في العراق والشام عبوات ناسفة داخل مسجد النبي شيث، مما أدى إلى تدميره بالكامل. ويُزعم أيضًا أن المسلحين قاموا بإزالة القطع الأثرية من الضريح ونقلها إلى مكان مجهول.